# Håkon 3.
Håkon 3. (født ca. 1180, død 1. januar 1204 i Bergen) var konge af Norge fra 1202 til 1204 efter at faderen kong Sverre Sigurdsson døde den 9. marts 1202.
Håkon Sverresson var således birkebeinernes kongsemne. Håkon var den anden uægte søn af kong Sverre. Moderen var Astrid Roesdatter.
Håkon blev udpeget til konge i Nidaros i 1202 og hyldet på Øretinget senere på foråret. Håkon blev et samlingspunkt som dæmpede den uforsonlige strid der var omkring kong Sverre. Han kaldte biskopperne hjem og indgik forlig med dem og baglerne.
Håkon døde pludselig i 1204; det blev påstået at dødsfaldet var mistænkeligt, og muligvis blev han forgiftet.
Håkon Sverresson blev ikke gift, men menes at have en søn med Inga fra Varteig. Den senere kong Håkon 4. Håkonsson blev født nogle få måneder efter at Håkon Sverresson døde. For at fjerne al tvivl om slægtskabet lod kongen og hans mænd Inga kongsmor bære jernbyrd i Bergen i sommeren 1218.